# Corythomantis greeningi
Corythomantis greeningi är en groddjursart som beskrevs av George Albert Boulenger 1896. Corythomantis greeningi ingår i släktet Corythomantis och familjen lövgrodor. IUCN kategoriserar arten globalt som livskraftig. Inga underarter finns listade i Catalogue of Life.